# Maksim Vengerov

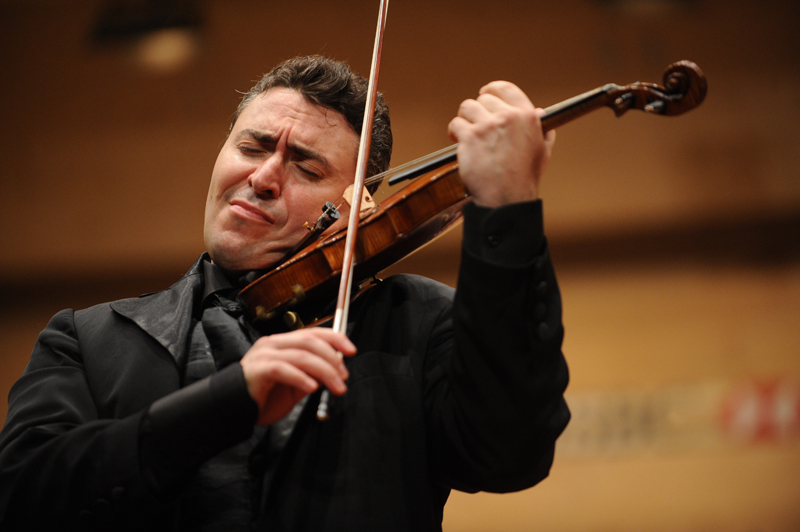
Maksim Vengerov

Maksim Aleksandrovitsj Vengerov (Russisch: Максим Александрович Венгеров; Novosibirsk, 20 augustus 1974) is een Russisch violist.

## Biografie

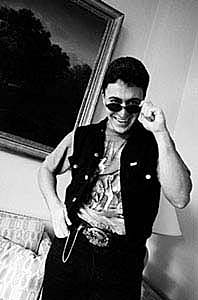
Vengerov in 1995

Maksim is de zoon van Aleksandr en Larisa Vengerov. Zijn beide ouders waren musici. Zijn moeder was zangeres en directrice van een weeshuis. Zijn vader was eerste hoboïst van het Philharmonisch Symfonieorkest van Novosibirsk. Maksim kreeg op 5-jarige leeftijd zijn eerste vioollessen van Galina Toertsjaninova. Toen hij 7 jaar was ging hij bij zijn grootouders in Moskou wonen om op de gespecialiseerde Muziekschool van het Tsjaikovski-conservatorium viool te studeren.
Toen Maksim 10 jaar was werd zijn grootvader ziek en keerde hij terug naar Novosibirsk, waar hij zijn studie vervolgde bij Zakhar Bron. Hij won de Junior Wieniawski vioolcompetitie. Op 11-jarige leeftijd speelde hij het openingsconcert op het achtste Tsjaikovskiconcours. Toen Bron in 1987 Rusland verliet om op de Royal Academy of Music (RAM) in Londen te gaan lesgeven, volgde Vengerov hem, samen met zijn moeder. Ook toen Bron later naar Lübeck ging om daar een school op te zetten ging Vengerov mee.
In 1990 emigreerde Vengerov met zijn familie officieel naar Israël, waar zijn vader zijn beroep als orkesthoboïst voortzette. Vengerov werd Israëlisch staatsburger en moest korte tijd in dienst.

### Carrière
Toen Vengerov 15 was won hij de Carl Flesch International Violin Competition in Londen, en de Eerste Prijs, de Interpretatieprijs en de Publieksprijs samen met nog twee andere prijzen. Hij gaf zelf zijn eerste masterclass op de Universiteit van Calofornia, Los Angeles. In 1993 kreeg Vengerov een Stradivarius-viool (de Reynier) in bruikleen van de Hennessey organisatie in Frankrijk.
Vengerov won een opnamecontract bij Warner/Teldec, waar hij ook opnamen voor maakte met Mstislav Rostropovitsj. Hieronder vielen ook de opnamen uit 1994 met het eerste vioolconcert van Sjostakovitsj en Prokofjev met het London Symphony Orchestra. Deze opname ontving de Gramophone award voor zowel ‘Beste opname van het jaar’ als ‘Beste concertopname’, twee Grammy-nominaties en een Edison-award. Andere opnamen van Vengerov zijn de tweede vioolconcerten van Sjostakovitsj en Prokofjev, en het vioolconcert van Brahms met Daniel Barenboim en het Chicago Symphony Orchestra.
In 1995 leende de Stradivari society in Chicago aan Vengerov de Kiesewetter Stradivarius uit, die Vengerov tot april 1998 mocht bespelen. Daarna speelde hij op de Kreutzer Stradivarius.
In 1997 werd Vengerov ere-ambassadeur voor UNICEF, waarvoor hij jaarlijks een groot project deed. Vengerov trad zodoende op in Oeganda en Soedan als deel van zijn liefdadigheidswerk.
In 1998 begon Vengerov ook een studie in dirigeren bij Vag Papian. Op suggestie van Trevor Pinnock studeerde Vengerov ook twee jaar barokviool. Ze werkten ook samen in concerten. Vengerov studeerde daarnaast ook altviool en speelde in die hoedanigheid ook het Altvioolconcert van Walton, onder directie van Rostropovitsj. Dit concert verscheen op cd als deel van een nieuw opnamecontract met EMI. Andere EMI opnamen omvatten de vioolconcerten van Igor Stravinsky en Rodion Sjtsjedrin.
In 2004 nam Vengerov een half jaar sabbatical in zijn solocarrière, en gebruikte die tijd om zich in jazzimprovisatie en elektrische viool te specialiseren. Hij leerde ook de Argentijnse tango dansen, onder leiding van Sebastian Misse en Andrea Reyero. Dit leidde tot een samenwerking met de Israëlische componist Benjamin Joesoepov en de tangodanser Christiane Palha, die een nieuwe compositie aan Vengerov opdragen: Viola Tango Rock Concerto, die Vengerov en Palha in mei 2005 in première brachten met de NDR Philharmonie in Hannover. De cineast Ken Howard documenteerde Vengerovs sabbatical in een televisiefilm voor de The South Bank Show, en later in een langere filmversie in het programma Living the Dream. Ondanks Vengerovs sabbatical gaf hij toch 50 recitals in dat jaar.
Vengerov had plannen om het werk van Joesoepov in 2007 voor de Proms van de BBC te programmeren, hij zegde het echter af samen met andere evenementen vanwege een schouderblessure. Vengerov kondigde in 2008 aan dat hij zijn vioolwerk ging verminderen en zich meer op het lesgeven en dirigeren ging richten.

### Pedagoog
Vengerov was viooldocent aan de Universiteit van Saarbrücken (Hochschule des Saarlandes), Duitsland, waar hij Valerij Klimov opvolgde. Gedurende de zomer van 2005 had hij er een fulltime baan en hij reduceerde de hoeveelheid concerten per jaar van ongeveer 130 naar 55 om aan zijn lesverplichtingen tegemoet te kunnen komen.
Vengerov werd in 2005 docent aan de Royal Academy of Music in Londen. Andere docerende taken vervulde hij in zomerklassen in een Israëlische kibboets met het UBS Verbier Festival Chamber Orchestra. Hij richtte een muziekschool op in Migdal, Israël.

## Opnamen
- Bach, Johann Sebastian: Chaconne uit Partita Nr. 2 d-klein BWV 1004
- Bach, J. S.: Vioolsonate BWV 565
- Bazzini, Antonio: La Ronde des Lutins
- Bazzini, A.: Rondo voor Viool en Piano
- Beethoven, Ludwig van: Sonate Nr. 5 F-groot op.24 "Frühlingssonate"
- Beethoven, L. v.: Vioolsonate Nr. 7 c-klein op.30/2
- Beethoven, L. v.: Vioolsonate Nr. 9 A-groot op.47 („Kreutzer“)
- Bloch, Ernest: 2e deel "Nigun" uit „Baal shem“
- Britten, Benjamin: Vioolconcert d-klein op.15
- Brahms, Johannes: Hongaarse Dansen Nr.1, 2, 5, 7
- Brahms, J.: Vioolconcert D-groot op.77
- Brahms, J.: Sonate Nr.2 A-groot voor Viool en Piano op.100
- Brahms, J.: Sonate Nr.3 d-klein voor Viool en Piano op.108
- Bruch, Max: Vioolconcert Nr.1 g-klein op.26
- Chatsjatoerjan, Aram: Sabeldans
- Chausson, Ernest: Poème voor Viool en Piano op.25
- Chrennikov, Tichon: Vioolconcert Nr.1 C-groot op.14
- Chrennikov, T.: Vioolconcert Nr.2 C-groot op.23
- Debussy, Claude: L'apres-midi d'une faune
- Dvořák, Antonín: Humoresque Nr.7
- Dvořák, A.: Vioolconcert a-klein op.53
- Elgar, Edward: Sonate voor Viool en Piano op.82
- Ernst, Heinrich Wilhelm: „Laatste zomerrozen“-Variaties
- Ernst, H. W.: Valse-scherzo
- Glazoenov, Alexandr: Vioolconcert a-klein op.82
- Goemans, Pieter: Aan de Amsterdamse Grachten (arr.: J. Stokkermans)
- Händel, Georg Friedrich: Sonate Nr.4
- Kreisler, Fritz: Schön Rosmarin
- Kreisler, F.: Tambourin chinois
- Kreisler, F.: Caprice viennois op.2
- Lalo, Édouard: Vioolconcert Nr.2 d-klein op.21 "Symphonie espagnole"
- Massenet, Jules: „Méditation“ uit de Opera „Thais“
- Melkinov, Aleksandr: Drie stukken voor Viool en Piano op.7
- Mendelssohn-Bartholdy, Felix: Auf Flügeln des Gesanges
- Mendelssohn-Bartholdy, F.: Vioolsonate F-groot
- Mendelssohn-Bartholdy, F.: Vioolconcert e-klein op.64
- Messiaen, Olivier: Thème et variations
- Monti, Vittorio: Czardas
- Mozart, Wolfgang Amadeus: Adagio E-groot KV 261
- Mozart, W. A.: Sinfonia Concertante Es-groot KV 364
- Mozart, W. A.: Vioolsonate B-groot KV 378 (317d)
- Nielsen, Carl: Vioolconcert op.33
- Novacek, Ottokar Eugen: Perpetuum mobile
- Paganini, Niccolò: I Palpiti op.13 (arr. Kreisler)
- Paganini, N.: Vioolconcert Nr.1 D-groot op.6
- Petrov, Andrej: concert voor Viool en Orchester
- Ponce, Manuel Maria: Estrellita
- Prokofjev, Sergej: Vioolconcert Nr.1 D-groot op.19
- Prokofjev, S.: Vioolconcert Nr.2 g-klein op.63
- Rachmaninov, Sergej: Vocalise
- Ravel, Maurice: Tzigane, rhapsodie de concert
- Saint-Saëns, Camille: Havanaise E-groot op.83
- Saint-Saëns, C.: Introduction et Rondo capriccioso op.28
- Saint-Saëns, C.: Vioolconcert Nr.3 h-klein op.61
- Sarasate, Pablo de: Caprice basque op.24
- Schubert, Franz: Ave Maria
- Schubert, F.: Fantasie C-groot D 934
- Sjtsjedrin, Rodion: Echo sonata op.29
- Schtschedrin, Rodion: Balalaika op.100
- Schtschedrin, Rodion: Concerto cantabile
- Sjostakovitsj, Dmitri: 10 Preludes uit op.34 (Nr.2, 6, 12, 13, 17-22)
- Sjostakovitsj, Dmitri: Vioolconcert Nr.1 a-klein op.77 (op.99)
- Sjostakovitsj, Dmitri: Vioolconcert Nr.2 cis-klein op.129
- Sibelius, Jean: Vioolconcert d-klein op.47
- Stravinsky, Igor: Vioolconcert in D
- Takeuchi: Genki wo dashite (arr.: J. Cameron)
- Tsjaikovski, Pjotr Iljitsj: Mélodie
- Tsjaikovski, P. I.: Sérénade mélancolique op.26
- Tsjaikovski, P. I.: Souvenir d’un lieu cher
- Tsjaikovski, P. I.: Valse-scherzo
- Tsjaikovski, P. I.: Vioolconcert D-groot op.35
- Oespenski, Vladislav: Phantasmagoria voor 2 violen en orkest
- Vivaldi, Antonio: concert b klein voor 4 Violen en orkest RV 580 op.3 Nr.10
- Walton, William: Altvioolconcert (Version uit 1961)
- Waxman, Franz: Carmen-Fantasie
- Wieniawski, Henryk: Légende op.17
- Wieniawski, H.: Polonaise Nr.1 op.4
- Eugène Ysaÿe: Ballade
- Ysaye, E.: Solosonates op.27 Nr.2, 3, 4, 6 (wel onvolledig)